# Schweizer Fussballmeisterschaft 1956/57
Die 60. Schweizer Fussballmeisterschaft fand 1956/57 statt. Der Schweizer Meister in dieser Saison hiess BSC Young Boys.

## Nationalliga A
| Pl. | Verein                  | Sp. | S  | U | N  | Tore    | Diff. | Punkte |
| --- | ----------------------- | --- | -- | - | -- | ------- | ----- | ------ |
| 1.  | BSC Young Boys          | 26  | 21 | 3 | 2  | 076:220 | +54   | 45     |
| 2.  | Grasshopper Club Zürich | 26  | 19 | 3 | 4  | 082:300 | +52   | 41     |
| 3.  | FC La Chaux-de-Fonds    | 26  | 17 | 4 | 5  | 087:350 | +52   | 38     |
| 4.  | FC Basel                | 26  | 15 | 4 | 7  | 053:380 | +15   | 34     |
| 5.  | Urania Genève Sport     | 26  | 12 | 6 | 8  | 038:340 | +4    | 30     |
| 6.  | AC Bellinzona           | 26  | 10 | 8 | 8  | 037:420 | −5    | 28     |
| 7.  | Lausanne-Sports         | 26  | 11 | 5 | 10 | 044:370 | +7    | 27     |
| 8.  | Servette FC Genève      | 26  | 9  | 8 | 9  | 040:440 | −4    | 26     |
| 9.  | FC Chiasso              | 26  | 10 | 5 | 11 | 046:620 | −16   | 25     |
| 10. | FC Lugano               | 26  | 6  | 5 | 15 | 039:510 | −12   | 17     |
| 11. | FC Winterthur           | 26  | 6  | 4 | 16 | 043:670 | −24   | 16     |
| 12. | Young Fellows Zürich    | 26  | 4  | 6 | 16 | 030:670 | −37   | 14     |
| 13. | FC Zürich               | 26  | 5  | 4 | 17 | 034:610 | −27   | 14     |
| 14. | FC Schaffhausen         | 26  | 1  | 7 | 18 | 026:850 | −59   | 09     |

- Der FC Schaffhausen stieg direkt in die NLB ab. Da die zwei davor liegenden Vereine gleich viele Punkte hatten, wurde der zweite Absteiger in einem Entscheidungsspiel ermittelt.

### Entscheidungsspiel Abstieg NLB
| Datum         |                      | Ergebnis             |           | Ort    |
| ------------- | -------------------- | -------------------- | --------- | ------ |
| 23. Juni 1957 | Young Fellows Zürich | 2:1 n. V. (1:1, 0:0) | FC Zürich | Zürich |

- Der FC Zürich stieg in die NLB ab.

## Nationalliga B
| Pl. | Verein              | Sp. | S  | U  | N  | Tore    | Diff. | Punkte |
| --- | ------------------- | --- | -- | -- | -- | ------- | ----- | ------ |
| 1.  | FC Biel-Bienne      | 26  | 18 | 4  | 4  | 064:250 | +39   | 40     |
| 2.  | FC Grenchen         | 26  | 19 | 2  | 5  | 073:340 | +39   | 40     |
| 3.  | FC Fribourg         | 26  | 10 | 11 | 5  | 047:270 | +20   | 31     |
| 4.  | FC Solothurn        | 26  | 12 | 5  | 9  | 031:400 | −9    | 29     |
| 5.  | Yverdon-Sport FC    | 26  | 11 | 6  | 9  | 053:460 | +7    | 28     |
| 6.  | Cantonal Neuchâtel  | 26  | 10 | 7  | 9  | 041:460 | −5    | 27     |
| 7.  | FC Luzern           | 26  | 11 | 4  | 11 | 047:430 | +4    | 26     |
| 8.  | FC Malley           | 26  | 10 | 6  | 10 | 049:500 | −1    | 26     |
| 9.  | FC Nordstern Basel  | 26  | 8  | 8  | 10 | 045:480 | −3    | 24     |
| 10. | FC Thun             | 26  | 9  | 4  | 13 | 045:480 | −3    | 22     |
| 11. | Lengnau BE          | 26  | 8  | 6  | 12 | 038:550 | −17   | 22     |
| 12. | FC Bern             | 26  | 6  | 7  | 13 | 029:330 | −4    | 19     |
| 13. | FC St. Gallen       | 26  | 5  | 9  | 12 | 027:430 | −16   | 19     |
| 14. | SC Brühl St. Gallen | 26  | 4  | 3  | 19 | 023:740 | −51   | 11     |

- Der FC Biel-Bienne und der FC Grenchen stiegen in die NLA auf. Da beide Vereine gleich viele Punkte hatten, wurde der Meister NLB in einem Entscheidungsspiel ermittelt.
- Der SC Brühl St. Gallen stieg direkt in die 1. Liga ab. Da die zwei davor liegenden Vereine gleich viele Punkte hatten, wurde der zweite Absteiger in einem Entscheidungsspiel ermittelt.

### Entscheidungsspiel Meister NLB
| Datum         |                | Ergebnis  |             | Ort  |
| ------------- | -------------- | --------- | ----------- | ---- |
| 23. Juni 1957 | FC Biel-Bienne | 3:1 (1:0) | FC Grenchen | Bern |

### Entscheidungsspiel Abstieg 1. Liga
| Datum         |         | Ergebnis             |               | Ort    |
| ------------- | ------- | -------------------- | ------------- | ------ |
| 23. Juni 1957 | FC Bern | 1:1 n. V. (1:1, 1:0) | FC St. Gallen | Zürich |

### Wiederholung Entscheidungsspiel Abstieg 1. Liga
| Datum         |         | Ergebnis  |               | Ort    |
| ------------- | ------- | --------- | ------------- | ------ |
| 30. Juni 1957 | FC Bern | 2:1 (2:0) | FC St. Gallen | Luzern |

- Der FC St. Gallen stieg in die 1. Liga ab.

## Schweizer Clubs im Europacup

### Europapokal der Landesmeister

#### 1. Runde
|                   | Gesamt |                         | Hinspiel | Rückspiel |
| ----------------- | ------ | ----------------------- | -------- | --------- |
| Slovan Bratislava | 1:2    | Grasshopper Club Zürich | 1:0      | 0:2       |

#### Viertelfinal
|            | Gesamt |                         | Hinspiel | Rückspiel |
| ---------- | ------ | ----------------------- | -------- | --------- |
| AC Florenz | 5:3    | Grasshopper Club Zürich | 3:1      | 2:2       |